# Odio (historieta)
Odio (Hate en el original) es un cómic humorístico con ciertos tintes autobiográficos del historietista estadounidense Peter Bagge. Fue publicado por primera vez en 1990 por la editorial Fantagraphics y se ha convertido en uno de los cómics alternativos estadounidense más vendidos, así como la creación más famosa de su autor. La serie acabó oficialmente en el año 1998, aunque posteriormente Bagge continuaría incluyéndola como una historieta más en su revista anual Hate Annual.

## Creación y trayectoria editorial
Odio es una continuación natural de The Bradleys, una de las series regulares que aparecían en el anterior trabajo del autor Mundo idiota (Neat Stuff), en el que se explicaba la adolescencia de Buddy Bradley a finales de los ochenta y sus vivencias con la familia: Un padre poco trabajador y autoritario que se pasa el día bebiendo cerveza y mirando la televisión; Babs, una hermana neurótica y poco agraciada; un hermano pequeño, Butch, con tendencias fascistas, y una madre que se refugia en la religión para poder sobrellevar el panorama familiar. Como explicó el propio autor:

""En Mundo idiota (Neat Stuff) estaba experimentando. Estaba probando estilos diferentes y trabajando con personajes distintos, lo cual era bueno para aquel momento. Pero al cabo de un tiempo, no es tanto que se me hubieran acabado las ideas para los demás personajes como el hecho de que con Junior, Girlie Girl, Studs Kirby... si hubiera seguido haciendo cómics con ellos, hubieran acabado siendo muy repetitivos, la misma broma una y otra vez. Sin embargo, Buddy Bradley era muy autobiográfico y además estaba creciendo y haciéndose mayor en el cómic. El caso es que llegó un momento en el que no tenía apenas ideas para los demás personajes y tenía muchas para Buddy, así que me dije: "¿Por qué no hacer un cómic dedicado a Buddy Bradley?"

La serie acabó oficialmente en el año 1998, tras 30 números publicados. Aunque posteriormente continuaría a partir del año 2000 en la revista Hate Annual, con historias cortas y con un dibujo más simple y menos viñetas por página.

## Argumento y personajes
Odio cuenta la historia de Buddy Bradley, un post-adolescente semialcohólico privado del derecho al voto y vago, representante de aquella juventud de los primeros noventa que se denominó Generación X. En el cómic se explica la búsqueda del amor y de la felicidad de este antihéroe en la Seattle de finales del siglo XX y Nueva Jersey. En toda la serie rezuma el desencanto de aquella generación y el grunge de los noventa. Todo explicado bajo el prisma de un humor nigérrimo y políticamente incorrecto, reforzado por la enorme gestualidad y la exagerada expresividad de la que Bagge dota a su dibujo en las primeras entregas de la serie. A este respecto, Peter Bagge afirmó:

Simplemente, son historias con las que yo estoy relacionado. Y he tenido al suerte de haber conectado... Buddy Bradley siempre ha sido 10 años menor que yo. Cuando yo tenía 27 años, Buddy tenía 17. Cuando yo tenía 37, Buddy tenía 27. Eso es así porque me permite ser más objetivo. Puedo tener una distancia con los hechos y aprehenderlos. Haciéndolo así puedo reírme de las cosas del pasado, mientras que si lo hiciera mientras me pasan las cosas, no sería divertido.
     
Por eso me llama la atención todo eso acerca de la generación X. Yo no formo parte de la generación X. O sea, yo hablo básicamente de lo que a mi me pasaba cuando tenía esa edad, o sea que resulta extraño que la gente diga: "Oh, solo nosotros somos así, eso es precisamente lo que somos". Robert Crumb tiene ahora más de 50 años y se divierte leyéndolo y se siente identificado y él también era así cuando tenía 26 años. Lo único que he hecho ha sido cambiar un par de detalles: la ropa, las referencias musicales... y para eso solo tienes que mirar a tu alrededor.

Aparte de los personajes de The Bradleys, más mayores, aparecen también:
- Apestoso (Stinky en el original): De nombre verdadero, Leonard Brown (alias "El Dios del amor") es el compañero de habitación de Buddy en Seattle.
- Lisa Leavenworth: novia de Buddy y posteriormente esposa. Neurótica, depresiva y con tendencias suicidas.
- Valerie Russo: otra novia de Buddy, también compañera de habitación en Seattle y amiga de Lisa. De padres ricos, educada y sofisticada.
- George Cecil Hamilton III: compañero de habitación de Buddy en Seattle. Afroamericano. Nunca sale de su habitación, siempre aporta teorías de la conspiración para explicar la historia de Estados Unidos no oficial.
- Jay Spano: amigo de Buddy durante su época de instituto y después socio de Buddy en su tienda de coleccionismo en Nueva Jersey.

El cambio más importante de la serie se produce en el número 16 (volumen 6 en español) cuando Buddy y Lisa se van de Seattle a New Jersey, lugar de nacimiento de Buddy. A partir de ese momento la serie aparece en color, ya que hasta ahora era en blanco y negro, y el dibujo se vuelve menos expresivo y más comercial. Según Bagge, el hecho de que a partir de ese momento Buddy volviera a vivir con sus padres explica el coloreado de la tira, ya que el blanco y negro era demasiado deprimente. Es también cuando Bagge empieza a usar los servicios de un entintador (Jim Blanchard), encargado de finalizar o embellecer el resultado final del dibujo de Bagge, lo que constituía algo inusual en un cómic alternativo.

## Apariciones en otros medios
- En la película Kids (1995), cuando el personaje de Casper está sentado en el porche de su casa está leyendo un cómic de Odio.
- En la película Joe's Apartment (1996), el personaje de Joe aparece leyendo un cómic de Odio. La cucaracha Ralph mastica el cómic para poner su cabeza en el cuerpo de Buddy.
- En la película Glory Daze (1995), Ben Affleck lleva una camiseta de Odio.
- En la película Pecker (1998), en la primera escena de la lavandería se ve a un chico (al que Christina Ricci grita) leyendo un cómic de Odio.
- Michael J. Nelson menciona el cómic en su libro Mike Nelson's Movie Megacheese (2000).
- En la serie Mentes criminales (capítulo 9 de la tercera temporada) el ordenador de Penelope García tiene una viñeta de Odio como fondo de escritorio. Sirve para mostrar que García es aficionada al cómic underground y la "cultura alternativa"*
- En la serie cómica The It Crowd, el personaje de Roy; interpretado por  Chris O Dowd,  tiene una figura de acción de Buddy Bradley.

## Publicación en España
En España fue serializada en la revista El Víbora, traducida por Hernán Migoya, y posteriormente Ediciones La Cúpula la publicó en volúmenes que contenían entre dos y tres números del cómic original. En total hubo 14 volúmenes, de las cuales los cinco primeros pertenecen a los números originales en blanco y negro y el resto hasta parte del 13 completarían la serie original. El resto del volumen 13 y el 14 son la recopilación de las historias cortas de Hate Annual. Aparte de la historia principal de Buddy Bradley, los volúmenes también incluyen historias cortas protagonizadas por Apestoso, el propio Bagge u otros personajes.
- Odio 1: ¡Bienvenido a Seattle, Buddy! ISBN 978-84-7833-288-5
- Odio 2: La pesadilla del sueño americano ISBN 978-84-7833-380-6
- Odio 3: Los ídolos del grunge ISBN 978-84-7833-306-6
- Odio 4: Buddy in love ISBN 978-84-7833-369-1
- Odio 5: La gran evasión ISBN 978-84-7833-423-0
- Odio 6: Miedo y asco en New-Jersey ISBN 978-84-7833-484-1
- Odio 7: Días de priva y rosas ISBN 978-84-7833-493-3
- Odio 9: Persiguiendo a Lisa ISBN 978-84-7833-521-3
- Odio 10: Una terapia asquerosa ISBN 978-84-7833-546-6
- Odio 12: Sexo, mentiras y citas de pena ISBN 978-84-7833-591-6
- Odio 13: Mi gran boda yanqui ISBN 978-84-7833-611-1
- Odio 14: Hombre de familia ISBN 978-84-7833-747-7

La Cúpula también publicó en dos volúmenes la recopilación de todas las historias de The Bradleys, bajo el título de Buddy y los Bradleys.
- Buddy y los Bradley 1: Aquellos odiosos años ISBN 978-84-7833-351-6
- Buddy y los Bradley 2: La tribu de los Bradley ISBN 978-84-7833-301-1

A partir de mayo de 2009, La Cúpula volvió a publicar la serie íntegra en seis volúmenes, con el nombre de Odio Integral. El primero de ellos (volumen 0) corresponde a los números de la serie The Bradleys.
- Odio Integral 0 ISBN 978-84-7833-824-5
- Odio Integral 1 ISBN 978-84-7833-777-4
- Odio Integral 2 ISBN 978-84-7833-793-4
- Odio Integral 3 ISBN 978-84-7833-848-1
- Odio Integral 4 ISBN 978-84-7833-865-8
- Odio Integral 5 ISBN 978-84-7833-887-0